# 杨根思
杨根思（1922年11月26日—1950年11月29日），原名羊庚玺，江苏省泰兴县杨货郎店人（现更名为根思乡根思村），中国人民解放军全国战斗英雄和中国人民志愿军特级英雄。

## 事迹
1944年2月参加新四军，1945年11月加入中国共产党；历任班长、排长、连长；1950年9月份参加第一次全国战斗英雄、劳动模范代表大会，受过毛泽东等中央领导的接见。他先后被评为“华东一级战斗英雄”，获“华东三级人民英雄”、“全国战斗英雄”称号。在他懇求下，1950年10月参加中国人民志愿军，随志愿军赴朝作战。在朝鲜战争中杨根思任志愿军第20军第58师第172团3连连长。

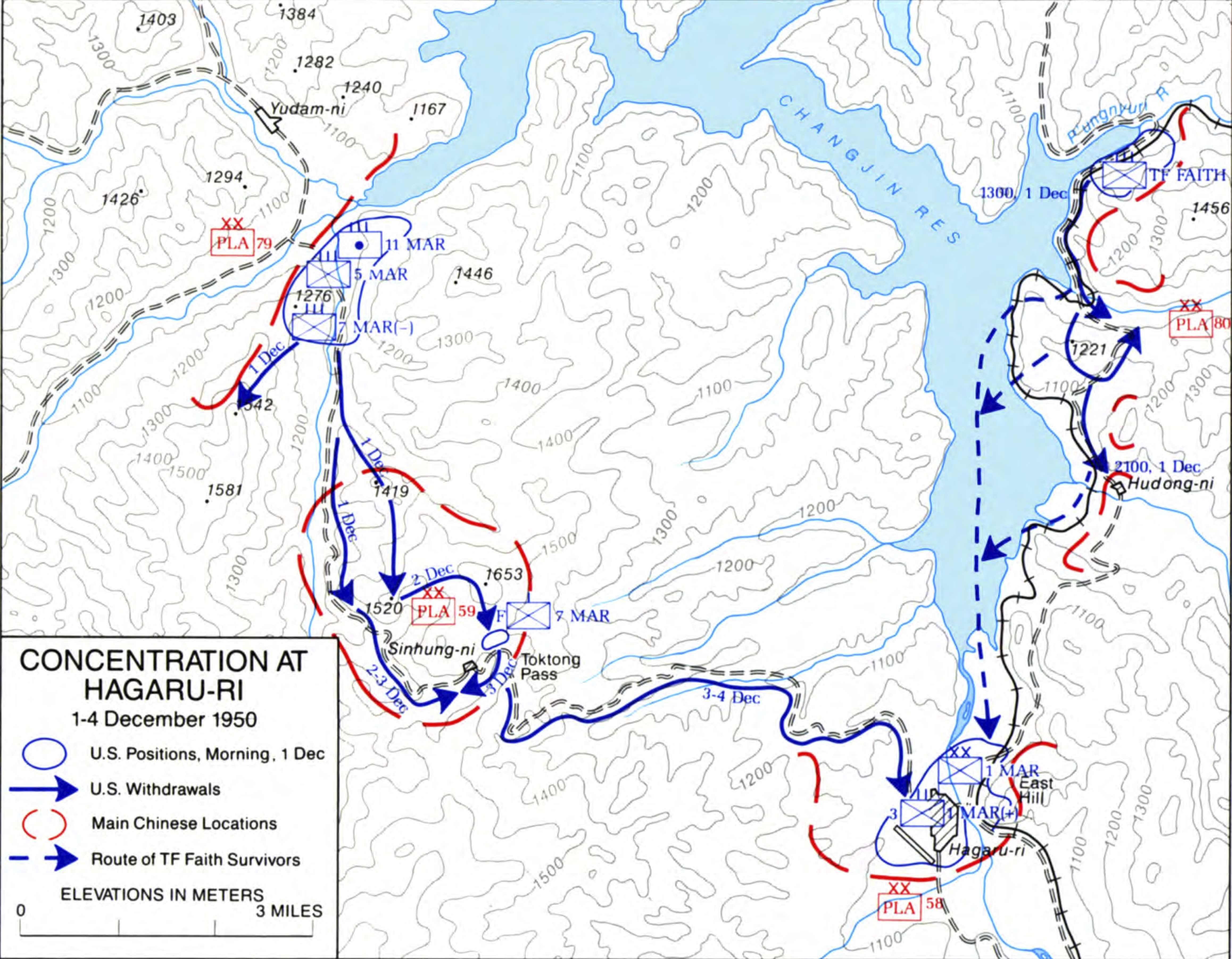
下碣隅里地圖。圖中East Hill是杨根思陣地

1950年11月27日晚，中国人民志愿军发起了对长津湖地区美海军陆战队第一师和美第31团级作战队的分割围歼战。次日，人民志愿军某部攻占了长津湖以南下碣隅里外围的制高点1071高地。1950年11月29日拂晓至上午10点，他亲率第三排在长津郡下碣隅里外围1071.1高地东南小高岭（美軍稱為East Hill）的作战中，打退美軍多次进攻，在耗尽弹药、战斗只剩他一人的情况下，杨根思怀抱炸药同进攻高地的联合国军士兵同归于尽，完成了切断敌军退路的任务，时年28岁。進攻小高岭的是美國海軍陸戰隊與陸軍的勤務單位拼湊成的一個連，美軍將進攻失敗歸咎於沒有戰鬥經驗，攀爬滑溜山坡使人疲憊，以及志愿军的火力。:10212月6日上午，當美國海軍陸戰隊第7團從下碣里撤出時，其後衛部隊攻佔了小高岭，消除此高地對美軍的威脅。:142
“作为新四军老战士，杨根思在第二次國共內戰时期就曾接受过新华社胶东分社记者华敏的采访。”杨根思陣亡前，时任新华社志愿军总分社九兵团记者组记者的华敏正在第二十军采访，两人还曾交谈过。华敏听到杨根思壮烈陣亡的消息后，意识到应该马上采访报道，“如果不抓紧时间采访战场目击者，等伤员转移后，可能就根本来不及了解详情，那会贻误报道时机。”华敏当即找到并采访了该场战斗中负伤的几位伤员，“他们都是亲历者，目睹了杨根思战斗和最后陣亡的经过。”华敏把三连连长杨根思抱着炸药包与敌人同归于尽的事迹写成了1000多字的通讯。1950年12月24日，新华社发自朝鲜北部的战地通讯《不朽的杨根思英雄排》播发。新华社“报道发出后，杨根思所在团都还不完全了解他陣亡的具体情况。”“如果不是记者身在前线，和志愿军战士同甘苦共患难，及时采访了杨根思连的幸存伤员，是很难在这么短的时间里将这一消息准确报道出来的。”
战后，中国人民志愿军领导机关为杨根思追记特等功，并追授“特级英雄”称号，命名他生前所在连为“杨根思连”，现隶属中部战区陆军第八十三集团军合成第五十八旅。朝鲜民主主义人民共和国最高人民会议常任委员会追授其“朝鲜民主主义人民共和国英雄”称号和金星奖章、一级国旗勋章。中国人民志愿军司令员彭德怀题词赞誉他是 “中国人民的优秀儿子，国际主义的伟大战士，志愿军的模范指挥员”。
杨根思是电影《英雄儿女》中英雄王成的原型之一。
1952年安葬在安东市锦江山麓，1953年9月迁沈阳。
1955年10月在英雄的家乡杨货郎店，兴建了由中国古建专家杨廷宝先生设计的“杨根思烈士祠”。1965年改名为“杨根思烈士纪念馆”，张爱萍题写了馆标，陈毅手书了碑名：“杨根思烈士碑”。1970年改名“杨根思烈士陵园”。1982年3月25日，授予杨根思烈士祠墓为江苏省文物保护单位。